# فيكتور فون برونز
فيكتور فون برونز (بالألمانية: Victor von Bruns)‏ (و. 1812 – 1883 م) هو طبيب، وأستاذ جامعي، وجراح ألماني، ولد في هلمشتيت، توفي في توبينغن، عن عمر يناهز 71 عاماً.

## التعليم
تعلم في جامعة توبنغن، وتعلم في جامعة براونشفايغ التقنية
.